# Asota fergussonis
Asota fergussonis är en fjärilsart som beskrevs av Rothschild 1897. Asota fergussonis ingår i släktet Asota och familjen nattflyn. Inga underarter finns listade i Catalogue of Life.